# WWFインターナショナル・ヘビー級王座
WWFインターナショナル・ヘビー級王座（WWF International Heavyweight Championship）は、WWFが管理、認定していた王座。

## 歴史
1948年（1959年説もあり）、アントニオ・ロッカが保持していた王座がルーツとされるが詳細は不明である。
1982年、WWFインターナショナル・ヘビー級王座として復活。8月30日、WWFのマディソン・スクエア・ガーデン定期戦で王者のジノ・ブリットに藤波辰巳が挑戦して奪取。「ワールドプロレスリング」で実況を務めていた古舘伊知郎は、かつて藤波が保持していたWWFジュニアヘビー級王座が、初代王者のジョニー・デ・ファジオに因み「デ・ファジオ・メモリアル」と呼ばれたのに倣い、同王座を「藤波が掘り当てた『ロッカ・メモリアル』」と称していた。9月21日、藤波は新日本プロレスの大阪府立体育館大会でマスクド・スーパースターを下して初防衛に成功。その後、それまで地味な存在に甘んじていた長州力が、メキシコ遠征でUWA世界ヘビー級王座を奪取したのをきっかけに「俺もヘビー級の王者だ」と主張して藤波との抗争を開始。
1983年4月3日、蔵前国技館における2度目の挑戦で長州が藤波を破り、王座を奪取。この試合は プロレス大賞 のベストバウト（年間最高試合賞）に選ばれ、以降も両者の同王座を巡る抗争は「名勝負数え歌」と呼ばれた（長州の戴冠後、両者の間では6度のタイトルマッチが行われた）。
「インターナショナル」という名称とは裏腹に王座は日本人選手間で争われ続けたが、長州が新日本プロレスを離脱した1984年下期からは、再び外国人選手に挑戦の機会が与えられた。歴史的背景の薄い王座ともされていたが、当時ビンス・マクマホン・ジュニアの新体制下で全米侵攻を進めていたWWFの認定するヘビー級王座として、挑戦者のカウボーイ・ボブ・オートンはタイトルマッチ前のインタビューで「このベルトをアメリカに持って帰れば即、通用するタイトルだ」と語っていた。藤波は第6代王者として長州（2度対戦）、キラー・カーン、カネック、オートン、アドリアン・アドニス、ジミー・スヌーカ、スーパー・ストロング・マシーンとの防衛戦を行った。
1985年7月19日、蔵前国技館におけるマシーンとの防衛戦で両者反則の裁定を下されたことに不満を持ち、藤波が王座を返上。10月31日、WWFと新日本プロレスの業務提携が解消されたことにより封印（同様にWWFインターナショナル・タッグ王座とWWFジュニアヘビー級王座も封印された）。
1991年、SWSがWWFと業務提携を結んだ際、封印されたこれらの王座を復活させようとしたが立ち消えとなった（その後、SWSはSWSタッグ王座とSWSジュニアヘビー級王座を独自に創設している）。

## ルール
フォール、ギブアップ、KO勝ち、リングアウト、フェンスアウト、反則勝ちなどあらゆる勝ちに対して王座が移動するルールが採用されていた。

## 歴代王者
| 歴代 | 選手               | 戴冠回数 | 防衛回数 | 獲得日付      | 獲得場所                       |
| --- | ------------------ | -------- | -------- | ------------- | ------------------------------ |
| 初代 | アントニオ・ロッカ | 1        | 不明     | 1948年        | ブエノスアイレス               |
| 第2代 | トニー・パリシ     | 1        | 不明     | 1982年        | ニューヨーク州バッファロー     |
| 第3代 | ジノ・ブリット     | 1        | 不明     | 1982年8月     | ニューヨーク州バッファロー     |
| 第4代 | 藤波辰巳           | 1        | 3        | 1982年8月30日 | マディソン・スクエア・ガーデン |
| 第5代 | 長州力             | 1        | 2        | 1983年4月3日  | 蔵前国技館                     |
| 第6代 | 藤波辰巳           | 2        | 8        | 1983年8月4日  | 蔵前国技館                     |
| 1985年7月19日のスーパー・ストロング・マシーン戦が両者反則のため返上 1985年10月31日にWWFが新日本プロレスとの業務提携を解消のため封印 |                    |          |          |               |                                |

## 王者変遷の詳細
| 日付           | 王者            | 結果                             | 挑戦者                          | 備考                         | 場所                             |
| -------------- | --------------- | -------------------------------- | ------------------------------- | ---------------------------- | -------------------------------- |
| 1982年8月30日  | ×ジノ・ブリット | 体固め                           | 〇藤波辰巳                      | 藤波が奪取                   | マディソン・スクエア・ガーデン   |
| 1982年9月21日  | 〇藤波辰巳      | 逆さ押え込み                     | ×マスクド・スーパースター       | 初防衛                       | 大阪府立体育館                   |
| 1982年11月4日  | 〇藤波辰巳      | 反則（オーバー・ザ・フェンス）   | ×長州力                         | 2度目の防衛                  | 蔵前国技館                       |
| 1982年12月19日 | 〇藤波辰巳      | 体固め                           | ×木村健吾                       | 3度目の防衛                  | 後楽園ホール                     |
| 1983年4月3日   | ×藤波辰巳       | 体固め                           | 〇長州力                        | 長州が奪取                   | 蔵前国技館                       |
| 1983年4月21日  | 〇長州力        | リングアウト                     | ×藤波辰巳                       | 初防衛                       | 蔵前国技館                       |
| 1983年7月7日   | 〇長州力        | 反則                             | ×藤波辰巳                       | 2度目の防衛                  | 大阪府立体育館                   |
| 1983年8月4日   | ×長州力         | リングアウト                     | 〇藤波辰巳                      | 藤波が奪取                   | 蔵前国技館                       |
| 1983年9月2日   | △藤波辰巳       | 両者リングアウト                 | △長州力                         | 初防衛                       | 福岡スポーツセンター             |
| 1984年2月3日   | 藤波辰巳        | 試合不成立 （試合開始前に不能）  | 長州力                          | 入場時の長州を藤原喜明が急襲 | 札幌中島スポーツセンター         |
| 1984年2月13日  | △藤波辰巳       | 両者リングアウト                 | △キラー・カーン                 | 2度目の防衛                  | アラネタ・コロシアム             |
| 1984年7月5日   | 〇藤波辰巳      | 体固め                           | ×カネック                       | 3度目の防衛                  | 大阪府立体育館                   |
| 1984年7月20日  | 〇藤波辰巳      | 体固め                           | ×長州力                         | 4度目の防衛                  | 札幌中島スポーツセンター         |
| 1984年11月1日  | 〇藤波辰巳      | レフェリーストップ（サソリ固め） | ×カウボーイ・ボブ・オートン     | 5度目の防衛                  | 東京体育館                       |
| 1984年12月9日  | 〇藤波辰巳      | 回転足折り固め                   | ×アドリアン・アドニス           | 6度目の防衛                  | リサール・メモリアル・スタジアム |
| 1985年5月13日  | △藤波辰巳       | 両者レフェリーストップ           | △ジミー・スヌーカ               | 7度目の防衛                  | 大分県立総合体育館               |
| 1985年7月19日  | △藤波辰巳       | 両者反則                         | △スーパー・ストロング・マシーン | 8度目の防衛                  | 札幌中島スポーツセンター         |

## UWF版

### 歴史
1983年、新日本プロレス専務取締役兼営業本部長及び元WWF会長を務めていた新間寿は、お家騒動の責任を取らされる形で新日本プロレスを追放されたものの依然としてWWF会長の座にあった。そこから、新間は引退したタイガーマスク（初代）を埋もれさせたくないと、タイガーをWWFマディソン・スクエア・ガーデン大会に参戦させて、その試合の模様を「ワールドプロレスリング」のなかに設けたWWFのコーナーで放映するといった私案をマスコミに語っていたものの、これは私案のままで終わった。
1984年3月25日、WWFマディソン・スクエア・ガーデン大会で突如としてWWFインターナショナル・ヘビー級王座決定戦が行われた。これに出場したのはカナダ出身のピエール・ラファエル、新日本プロレスに籍を置きながら謎の欠場を続けていた前田日明だった。試合開始前にWWF関係者から直々に激励も受けたという前田はコブラツイストを決めて短時間で勝利して王者になった。前田が獲得したWWFインターナショナル・ヘビー級王座のチャンピオンベルトには、王座を認定している「WWF」の名を差し置いてまで「UWF」の文字が大きく書かれており、前田は東京スポーツの記者に、その意味を問われると「そうです、僕はUWFに行きます」、「今の新日本は正規軍と革命軍の抗争に明け暮れ、本当のプロレスができない」とコメントしてUWFへの移籍を認めた。前田が保持していたWWFインターナショナル・ヘビー級王座は、藤波辰巳が保持していたWWFインターナショナル・ヘビー級王とは別物でありながら王座名が同じという物議を醸すものであった。言わば同じ王座名のチャンピオンベルトが2本同時に存在する形となった。3月、新間はUWFを設立して同じオフィス内に「WWF日本支部」を設置。
前田の王座獲得は東京スポーツなどで「藤波の同名王座は無効?」といった見出しと共に報じられたが、当然ながら藤波を始めとする新日本プロレスは黙っていなかった。この件を報道で知った藤波は「ひとつだけ言えるのはファンを甘く見るなということ。新団体ができてハイ新しいベルトができました、ではファンが納得すると思う?」と不快感を示したうえで前田に「IWGPリーグ戦」への出場を呼びかけた。また、新日本プロレス代表取締役副社長の坂口征二は「冗談じゃない。この王座は新日本プロレスに管理運営権があるんだ」と主張。さらに頭角を現した藤原喜明はUWFへ殴りこんだうえでの前田との一騎討ちを要求。4月17日、UWF蔵前国技館大会で前田と藤原によるシングルマッチが行われて両者フェンスアウトの裁定が下ったが、観客から怒号が渦巻いて異例の10分延長戦が行われて両者カウントアウト（ダブルノックダウン）の裁定が下った。
5月21日、WWFマディソン・スクエア・ガーデン大会で王者の前田がレネ・グレイを下して初防衛に成功。7月23日、新間がUWFを退社したことでWWFとの関係も無くなり、王座は空位となって事実上封印状態となる。7月、王座名をUWFヘビー級王座に変更。なお、前田が設立したリングス公式サイトにある前田のプロフィールに、「元はWWFインターナショナル・ヘビー級王座だったが、旧UWFとWWFの関係が消滅したと同時に改称される」といった注釈付きで「UWFヘビー級王座」と紹介されている。

### 歴代王者
| 歴代                                                | 選手     | 防衛回数 | 獲得日付      | 獲得場所                       |
| --------------------------------------------------- | -------- | -------- | ------------- | ------------------------------ |
| 初代                                                | 前田日明 | 1        | 1984年3月25日 | マディソン・スクエア・ガーデン |
| 1984年7月23日にWWF会長の新間寿がUWFを退社のため封印 |          |          |               |                                |